# Nati nel 1634
| Questa pagina contiene informazioni ricavate automaticamente dalle voci biografiche con l'ausilio del template Bio e di un bot. L'aggiornamento è periodico e automatico e ricostruisce completamente la pagina. Se manca una persona in questa lista, sei pregato di non aggiungerla, ma accertati piuttosto che la sua voce biografica contenga il template Bio e che i dati anagrafici siano correttamente compilati. Se il template Bio manca, inseriscilo tu stesso o, in alternativa, metti l'avviso {{tmp\|Bio}} che ne segnala la mancanza. Se i dati riportati sono sbagliati, correggi direttamente la voce biografica; le modifiche saranno visibili in questa lista entro pochi giorni. Per chiarimenti vedi il progetto biografie. La lista contiene solo le 82 persone che sono citate nell'enciclopedia e per le quali è stato implementato correttamente il template Bio. Pagina aggiornata al 10 feb 2025. |

## Gennaio(7)
- 7 gennaio - Sofia Eleonora d'Assia-Darmstadt († 1663)
- 7 gennaio - Katarzyna Sobieska, nobile polacca († 1694)
- 16 gennaio - Dorothe Engelbretsdatter, scrittrice norvegese († 1716)
- 17 gennaio - Antonio Draghi, compositore e librettista italiano († 1700)
- 18 gennaio - Orazio Fortunato, vescovo cattolico italiano († 1707)
- 24 gennaio - Paolo Amato, architetto italiano († 1714)
- 25 gennaio - Francesco Ferrari, pittore italiano († 1708)

## Febbraio(7)
- 5 febbraio - Maria Antonia Scalera Stellini, poetessa e drammaturga italiana († 1704)
- 6 febbraio - Giorgio Cristiano della Frisia orientale, principe († 1665)
- 8 febbraio - Teodosio di Braganza, principe portoghese († 1653)
- 18 febbraio - Louis Parrocel, pittore e incisore francese († 1694)
- 19 febbraio - Francesco De Lemene, librettista italiano († 1704)
- 24 febbraio - Petrus von Mascow, giurista tedesco († 1719)
- 27 febbraio - Francesco Baldovini, poeta italiano († 1716)

## Marzo(5)
- 16 marzo - Madame de La Fayette, scrittrice e biografa francese († 1693)
- 20 marzo - Balthasar Bekker, presbitero, filosofo e teologo olandese († 1698)
- 23 marzo - Maria Antonia Colonna, religiosa italiana († 1682)
- 25 marzo - George Bull, teologo e vescovo anglicano inglese († 1710)
- 26 marzo - Domenico Freschi, compositore italiano († 1710)

## Aprile(3)
- 3 aprile - Pier Giulio Dolfin, vescovo italiano († 1685)
- 8 aprile - Giovanni Adolfo di Schleswig-Holstein-Sonderburg-Plön, nobile danese († 1704)
- 9 aprile - Albertina Agnese d'Orange, nobile olandese († 1696)

## Maggio(5)
- 5 maggio - Agostino Chigi, I principe di Farnese, principe italiano († 1705)
- 18 maggio - Vincenzo Gonzaga, nobile italiano († 1714)
- 23 maggio - Crescenzio Onofri, pittore e incisore italiano († 1714)
- 24 maggio - Elisabetta Giuliana di Schleswig-Holstein-Sonderburg-Norburg, nobile tedesca († 1704)
- 26 maggio - Antonio Fineschi da Radda, poeta e drammaturgo italiano († 1698)

## Giugno(3)
- 6 giugno - Maria Elisabetta di Holstein-Gottorp, nobile tedesca († 1665)
- 11 giugno - Marie-Françoise Giffard, religiosa francese († 1657)
- 20 giugno - Carlo Emanuele II di Savoia, nobile italiano († 1675)

## Luglio(2)
- 12 luglio - Giovanni Giorgio I di Sassonia-Eisenach, duca tedesco († 1686)
- 14 luglio - Pasquier Quesnel, teologo e religioso francese († 1719)

## Agosto(1)
- 27 agosto - David Loggan, incisore, disegnatore e editore polacco († 1692)

## Settembre(6)
- 3 settembre - Ciro Ferri, pittore italiano († 1689)
- 5 settembre - Lievin Cruyl, disegnatore e incisore fiammingo
- 6 settembre - Thomas Tryon, mercante, scrittore e saggista inglese († 1703)
- 16 settembre - Anselm Franz von Ingelheim, arcivescovo cattolico tedesco († 1695)
- 22 settembre - Cristiana di Schleswig-Holstein-Sonderburg-Glücksburg, duchessa († 1701)
- 29 settembre - Giuseppe Zanatta, pittore italiano († 1720)

## Ottobre(3)
- 6 ottobre - Vittorio Amedeo di Anhalt-Bernburg, principe tedesco († 1718)
- 18 ottobre - Luca Giordano, pittore italiano († 1705)
- 18 ottobre - Domenico Martire, presbitero e storico italiano († 1705)

## Novembre(3)
- 4 novembre - Johannes Bouwmeester, medico e filosofo olandese († 1680)
- 22 novembre - Christoph Keller, filologo tedesco († 1707)
- 28 novembre - Marie Luise von Degenfeld, nobile tedesca († 1677)

## Dicembre(4)
- 15 dicembre - Thomas Kingo, vescovo luterano danese († 1703)
- 22 dicembre - Maria Anna d'Asburgo († 1696)
- 24 dicembre - William Douglas, duca di Hamilton, nobile scozzese († 1694)
- 29 dicembre - Matthias Alban, liutaio austriaco († 1712)

## Senza giorno specificato(33)
- Clamor Heinrich Abel, musicista tedesco († 1696)
- Bartolomeo Albrici, compositore e musicista italiano
- Filippo Alfieri Ossorio, vescovo cattolico italiano († 1693)
- Alfonso IV d'Este, nobile († 1662)
- Abraham Nicolas Amelot de la Houssaye, storico francese († 1706)
- Giovanni Battista Birago Avogadro, storico e giurista italiano († 1699)
- Giuseppe Bologna, arcivescovo cattolico italiano († 1697)
- Filippo Caffieri, ebanista e scultore italiano († 1716)
- Pedro Antonio Fernández de Castro, nobile spagnolo († 1672)
- Giuseppe Ghezzi, pittore italiano († 1721)
- Antoinette Des Houlières, letterata francese († 1694)
- Johannes Koerbagh, filosofo olandese († 1672)
- Nicolaes Maes, pittore olandese († 1693)
- Giuseppe Maria Mitelli, incisore italiano († 1718)
- Eglon Hendrik van der Neer, pittore olandese († 1703)
- François l'Olonese, pirata francese († 1671)
- Johann Hugo von Orsbeck, arcivescovo cattolico tedesco († 1711)
- Giovanni Domenico Orsi de Orsini, architetto boemo († 1679)
- Francesco Pianta, intagliatore italiano († 1692)
- Jan-Erasmus Quellinus, pittore fiammingo († 1715)
- Benjamin Raule, armatore, corsaro e mercante olandese († 1707)
- Giuseppe Recco, pittore italiano († 1695)
- Vincenzo Roggeri, pittore italiano
- Elizabeth Somerset, nobile britannica († 1691)
- Philip Stanhope, II conte di Chesterfield, nobile inglese († 1714)
- Theodor van der Schuer, pittore e disegnatore olandese († 1707)
- Ludovico Trasi, pittore italiano († 1694)
- Huijbregt van de Venne, pittore olandese († 1682)
- Pieter van der Willigen, pittore fiammingo († 1694)
- Ercole Zani, viaggiatore e scrittore italiano († 1684)
- Marino Giovanni Zorzi, vescovo cattolico italiano († 1678)
- François d'Orbay, architetto e incisore francese († 1697)
- Carlos de Gurrea, politico spagnolo († 1692)